# Ідяш
Ідя́ш (рос. Идяш, башк. Иҙәш) — присілок у складі Зіанчуринського району Башкортостану, Росія. Входить до складу Утягуловської сільської ради.
Населення — 613 осіб (2010; 665 в 2002).
Національний склад:
- башкири — 100%